# بركان (الشعر)

تعديل مصدري - تعديل

بركان محلة تابعة لقرية الأسباط، التابعة لعزلة الا ملؤك بمديرية الشعر إحدى مديريات محافظة إب في الجمهورية اليمنية، بلغ تعداد سكانها 63 حسب تعداد اليمن لعام 2004. 

## روابط خارجية
- المركز الوطني للمعلومات باليمن